# Bharat Ratna

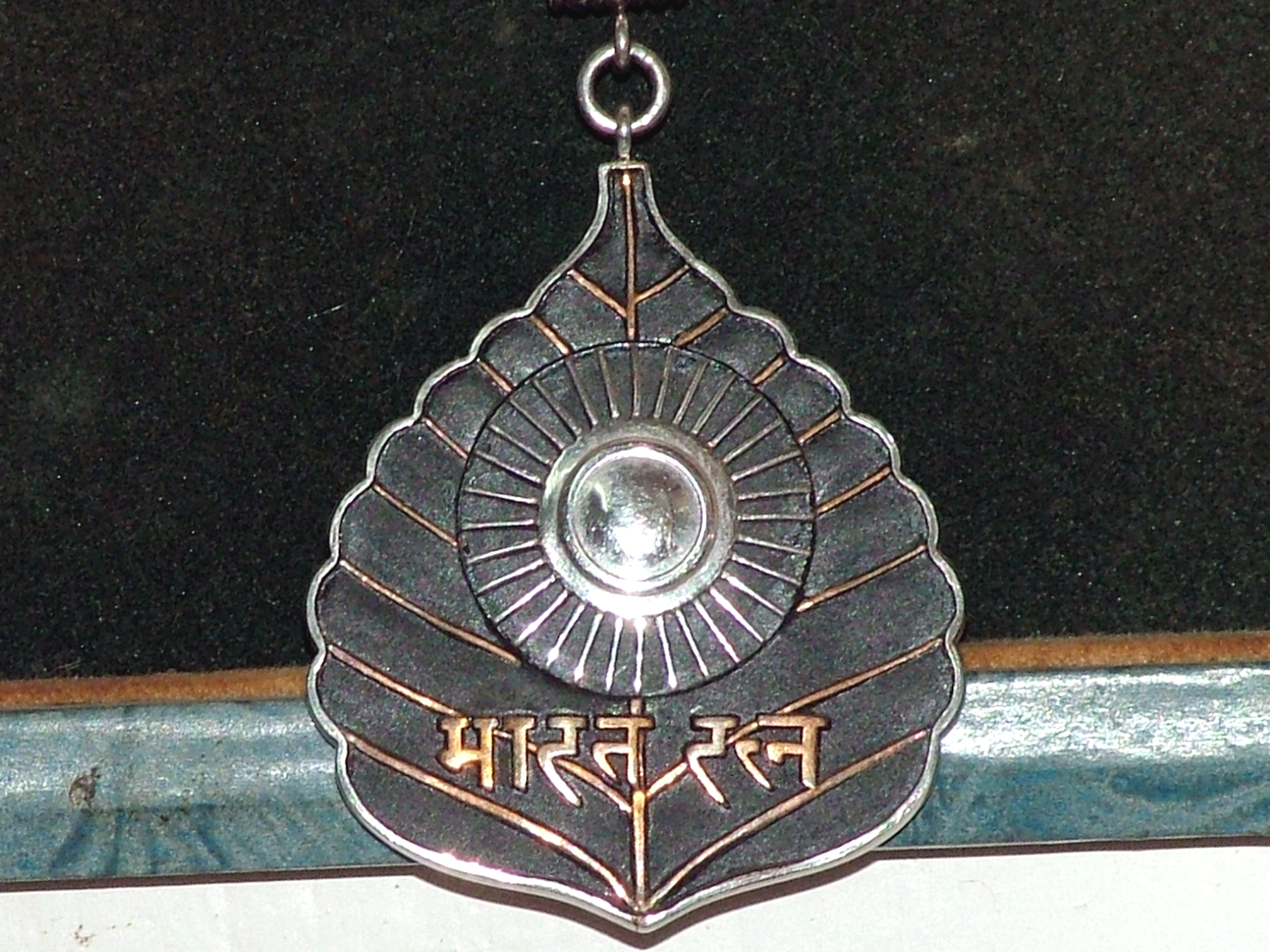
Bharat Ratna-medalj

Bharat Ratna (med devanagari भारत रत्‍न) är republiken Indiens högsta hedersutmärkelse. Den instiftades 1954. Utmärkelsen utdelas för exceptionella prestationer inom konst, litteratur, vetenskap eller för högklassig service inom offentliga sektorn. Den utdelas inte nödvändigtvis varje år..
Kandidater för Bharat Ratna kan rekommenderas till republikens president av Indiens premiärminister. Detta behöver inte ske formellt..

## Lista över pristagarna
Bharat Ratna har utdelats för 53 personer. De enda utländska mottagarna är Abdul Ghaffar Khan (Pakistan) och Nelson Mandela (Sydafrika). Moder Teresa var född i Osmanska riket men naturaliserades som indisk medborgare senare.
| År   | Namn                       |
| ---- | -------------------------- |
| 1954 | Rajaji                     |
| 1954 | Sarvepalli Radhakrishnan   |
| 1954 | C. V. Raman                |
| 1955 | Bhagwan Das                |
| 1955 | Mokshagundam Visvesvarayya |
| 1955 | Jawaharlal Nehru           |
| 1957 | Govind Ballabh Pant        |
| 1958 | Dhondo Keshav Karve        |
| 1961 | Bidhan Chandra Roy         |
| 1961 | Purushottam Das Tandon     |
| 1962 | Rajendra Prasad            |
| 1963 | Zakir Hussain              |
| 1963 | Pandurang Vaman Kane       |
| 1966 | Lal Bahadur Shastri        |
| 1971 | Indira Gandhi              |
| 1975 | V. V. Giri                 |
| 1976 | Kamaraj                    |
| 1980 | Moder Teresa               |
| 1983 | Vinoba Bhave               |
| 1987 | Abdul Ghaffar Khan         |
| 1988 | M. G. Ramachandran         |
| 1990 | Bhimrao Ramji Ambedkar     |
| 1990 | Nelson Mandela             |
| 1991 | Rajiv Gandhi               |
| 1991 | Vallabhbhai Patel          |
| 1991 | Morarji Desai              |
| 1992 | Abul Kalam Azad            |
| 1992 | J.R.D. Tata                |
| 1992 | Satyajit Ray               |
| 1997 | Gulzarilal Nanda           |
| 1997 | Aruna Asaf Ali             |
| 1997 | A. P. J. Abdul Kalam       |
| 1998 | M. S. Subbulakshmi         |
| 1998 | Chidambaram Subramaniam    |
| 1999 | Jayaprakash Narayan        |
| 1999 | Amartya Sen                |
| 1999 | Gopinath Bordoloi          |
| 1999 | Ravi Shankar               |
| 2001 | Lata Mangeshkar            |
| 2001 | Bismillah Khan             |
| 2009 | Bhimsen Joshi              |
| 2014 | C. N. R. Rao               |
| 2014 | Sachin Tendulkar           |
| 2015 | Madan Mohan Malaviya       |
| 2015 | Atal Bihari Vajpayee       |
| 2019 | Pranab Mukherjee           |
| 2019 | Bhupen Hazarika            |
| 2019 | Nanaji Deshmukh            |
| 2024 | Karpoori Thakur            |
| 2024 | L. K. Advani               |
| 2024 | P. V. Narasimha Rao        |
| 2024 | Charan Singh               |
| 2024 | M. S. Swaminathan          |

Källa: